# Paulius Sorokas
Paulius Sorokas (Kaunas, 25 agosto 1992) è un cestista lituano.

## Biografia
È il fratello minore della pallavolista Indre Sorokaite.

## Caratteristiche tecniche
Dotato di un buon fisico, è in grado di farlo valere con giocate spalle a canestro e uno contro uno, oltre che nei rimbalzi. È inoltre dotato di una buona mano che gli garantisce alte percentuali al tiro da due e ai tiri liberi.

## Carriera

### Lituania
Dopo le giovanili nel Kauno Žalgiris-Sabonio mokykla esordisce in prima squadra nel 2010 nella NKL, rimanendoci fino al 2013, con una parentesi nel campionato 2011-2012, dove passa al Krepšinio klubas LSU-Atletas Kaunas nella LKL, massima serie lituana. Nel 2013 ritorna nella LKL questa volta con il Krepšinio klubas Pieno žvaigždės, dove riesce a giocare con continuità, entrando in campo 33 volte (3,3 punti a partita).

### Italia
Nel 2014 si trasferisce in Italia, ingaggiato dalla neo-promossa in Serie A2 Silver Bakery Piacenza, dove ritrova la sorella Indre Sorokaite, pallavolista per la River Volley, ai tempi con sede proprio a Piacenza. Dopo la retrocessione della propria squadra, nonostante i suoi 15,4 punti a partita in 29 partite giocate, firma per le due successive stagioni al Blu Basket 1971 di Treviglio (12,8 punti a partita nelle 60 partite giocate), con un breve intermezzo nell'aprile e maggio del 2016, quando passa in prestito all'Aurora Basket Jesi, bisognosi di sostituire l'infortunato Neiko Hunter nei play-out salvezza. Conquistata la salvezza con Jesi fa ritorno in terra lombarda dove disputa la seconda stagione in maglia trevigliese con la quale conquista i playoff. Scaduto il contratto con la squadra trevigliese continua la sua avventura italiana firmando il 7 agosto 2017 per il Derthona Basket, con cui vince la Coppa Italia LNP e raggiunge il primo turno dei play-off promozione (gioca a 15,3 punti e 10 rimbalzi di media).

### Belgio
Il 26 giugno 2018 chiude la sua esperienza italiana, trasferendosi nella Basketball Bundesliga tedesca e firmando con l'Eisbären Bremerhaven, dal quale viene però tagliato prima di poter esordire. Gioca la stagione in Belgio allo Spirou Basket Club Charleroi, pur con alcune voci di ritorno in Italia a gennaio 2019, questa volta al Benedetto XIV Cento, interessamento che però non si concretizza.

### Ritorno in Italia
Il 18 settembre 2019 torna in Italia in Serie A e firma con la Dinamo Sassari, con la quale aveva fatto l'ultima parte della pre-season.
Il 5 luglio 2025, firma un contratto annuale, con la Fortitudo Bologna.

## Palmarès
- Coppa Italia LNP: 1

Derthona Basket: 2018